# Kings of the Day
Kings of the Day is een Nederlandse indierockgroep uit Vaals. De groep bestaat uit Maurice Möllenbeck (zang/gitaar), Ben Graaf (gitaar), Jan Bruschke (bass) en Bart Finders (drums). Kings of the Day verwierf vooral bekendheid door hun optreden op Pinkpop 2009.

## Biografie
De vier leden leren elkaar kennen binnen het Limburgse pop-circuit en besluiten in 2006 Kings of the Day op te richten. In april 2007 maakt de groep zijn debuut en brengt een gelijknamige EP uit. Hetzelfde jaar speelt Kings of the Day de finale van de Grote prijs van Nederland in een uitverkochte Melkweg. Ook wint de groep enkele bandwedstrijden, speelt op TMF en 3FM en speelt voorprogramma voor bands als Moke en The Wombats. April 2008 brengt de band de single Lights uit. In 2009 wint Kings of the Day de bandcompetitie Nu Of Nooit, speelt op Pinkpop, is frequent te horen op nationale radiozenders en door heel Nederland te zien. Ook brengt de groep in een uitverkochte Paradiso hun tweede single Raise My Glass uit. Momenteel werkt Kings of the Day aan hun debuutalbum met o.a. Richard Thair van Red Snapper.

## Muziekstijl
Kings of the Day wordt vaak vergeleken met de bands Joy Division en Echo & The Bunnymen.

## Discografie

### Ep's
| Titel               | Datum van verschijnen |
| ------------------- | --------------------- |
| Kings of the Day EP | 16.04.2007            |

### Singles
| Titel          | Datum van verschijnen |
| -------------- | --------------------- |
| Lights         | 24.04.2008            |
| Raise my Glass | 04.03.2009            |